# Stawowice
Stawowice – wieś w Polsce położona w województwie łódzkim, w powiecie opoczyńskim, w gminie Paradyż.
| SIMC    | Nazwa             | Rodzaj    |
| ------- | ----------------- | --------- |
| 0548092 | Stawowice-Kolonia | część wsi |

W latach 1975–1998 miejscowość administracyjnie należała do województwa piotrkowskiego.
Wierni Kościoła rzymskokatolickiego należą do parafii  Przemienienia Pańskiego w Wielkiej Woli.